# Shahrestān-e Dashtestān
Shahrestān-e Dashtestān (persiska: شهرستان دشتستان, دشتستان) är en delprovins (shahrestan) i Iran.   Den ligger i provinsen Bushehr, i den centrala delen av landet, 700 km söder om huvudstaden Teheran.
Delprovinsen hade 252 047 invånare 2016.